# Financiële instelling
Een financiële instelling is een bedrijf of organisatie die als kernactiviteit het handelen, registreren of verhandelen van financiële contracten heeft. De sector financiële instellingen bestaat uit drie subsectoren: monetaire financiële instellingen, verzekeringsinstellingen en pensioenfondsen en overige financiële instellingen. Het kan gaan om:
- Banken, instellingen waar o.a. geld geleend kan worden tegen rente;
- Verzekeraars, instellingen die verzekeringen aanbieden en uitkeren volgens een polisdekking;
- Pensioenfondsen. Een pensioenfonds is een organisatie die zich ten doel stelt om na pensionering uitkeringen (pensioen) te doen aan deelnemers aan het fonds.

Niet als financiële instelling gelden:
- juridisch zelfstandige beleggingsmaatschappijen in het bezit van één of enkele eigenaren, die zelf niet tot de financiële instellingen behoren. Deze zijn ingedeeld bij de sector waartoe de eigenaar behoort;
- niet onder toezicht staande fondsen gericht op de pensioenverzekering van één enkel persoon (pensioen-bv’s). Deze zijn ingedeeld bij de sector huishoudens;
- financiële hulpbedrijven en dergelijke die geen rechtspersoonlijkheid bezitten.[1]

De Nederlandse Wet op het financieel toezicht (Wft) regelt het toezicht op financiële instellingen in Nederland. De wet is op 1 januari 2007 in werking getreden.